# Радикализм

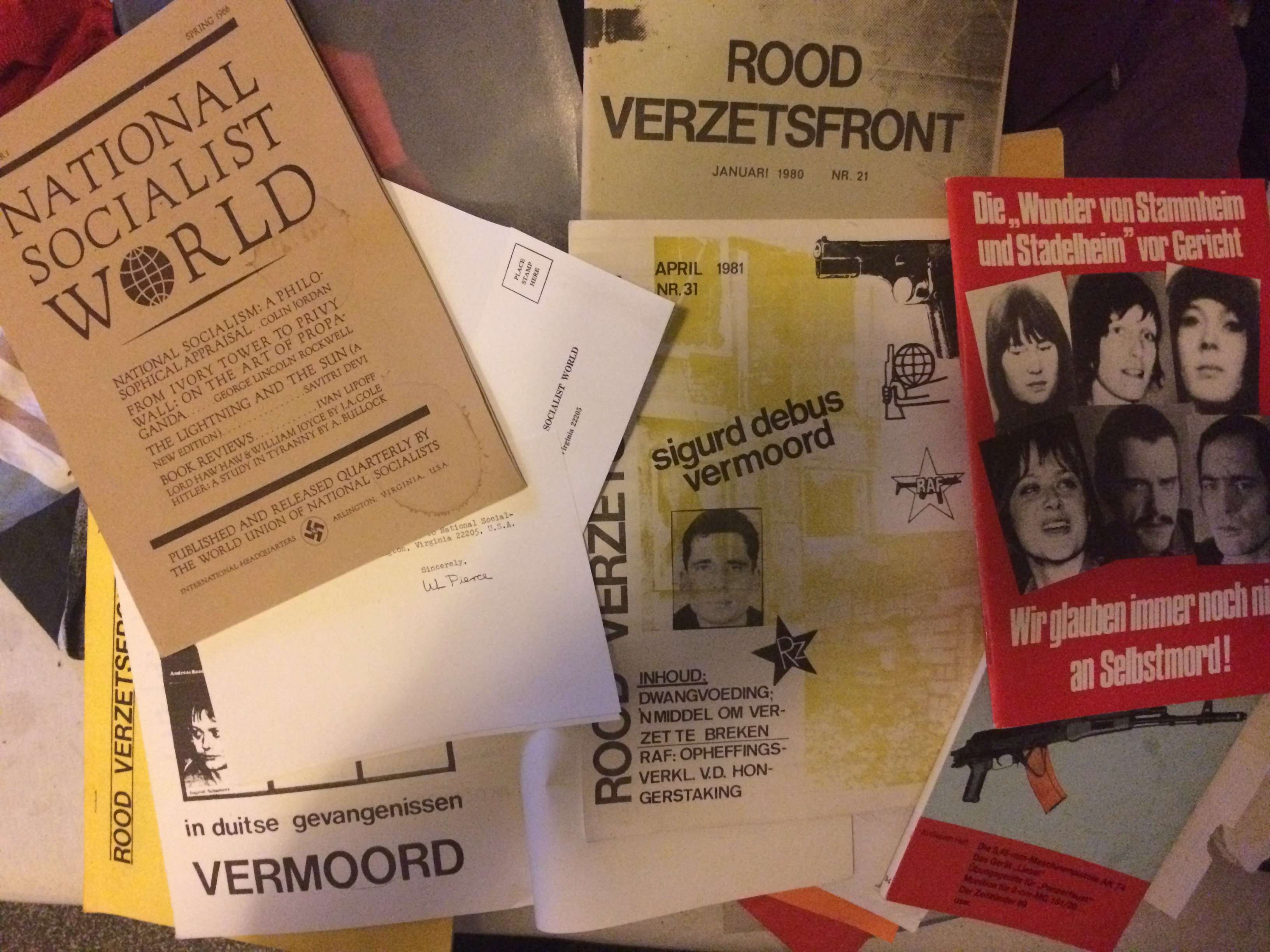
Примеры правой и левой радикальной пропаганды 1960-х годов

Радикали́зм — позиция человека или группы (партии), заключающаяся в стремлении кардинально и бескомпромиссно изменить существующее социальное, политическое и культурное положение дел.

## История
Само слово «радикализм» образовано от латинского «корень». Таким образом, данный феномен характеризуется желанием общественно-политических деятелей и иных субъектов общественных отношений изменить существующий строй государства в его корне, полностью, коренным образом преобразовать всю существующую систему.
Феномен часто получает распространение в кризисные, переходные исторические периоды, когда возникает угроза существованию, традициям и привычному укладу общества или определённых его сословий, слоёв и групп. «Этим термином обозначается стремление доводить политическое или иное мнение до его конечных логических и практических выводов, не примиряясь ни с какими компромиссами».
Однако радикализм не всегда использует радикальные методы для изменения существующего строя. Так называемый «умеренный» радикализм, хотя и не отрицает перспективы применения насилия в процессе преобразований, однако преимущественно использует более гуманные методы внедрения изменений. То, что радикализм может использовать нерадикальные методы, не является противоречием, так как тот результат, которого он стремится достичь с помощью этих методов, всё равно носит характер коренной, то есть радикальной перестройки установленного порядка.

## Виды радикализма
Существует общее деление всех радикальных воззрений на два типа — правый и левый, которые, в свою очередь, делятся на множество видов, отличающихся друг от друга в некоторых аспектах, однако в рамках одного типа имеющих общий «уклон».

### Правый радикализм

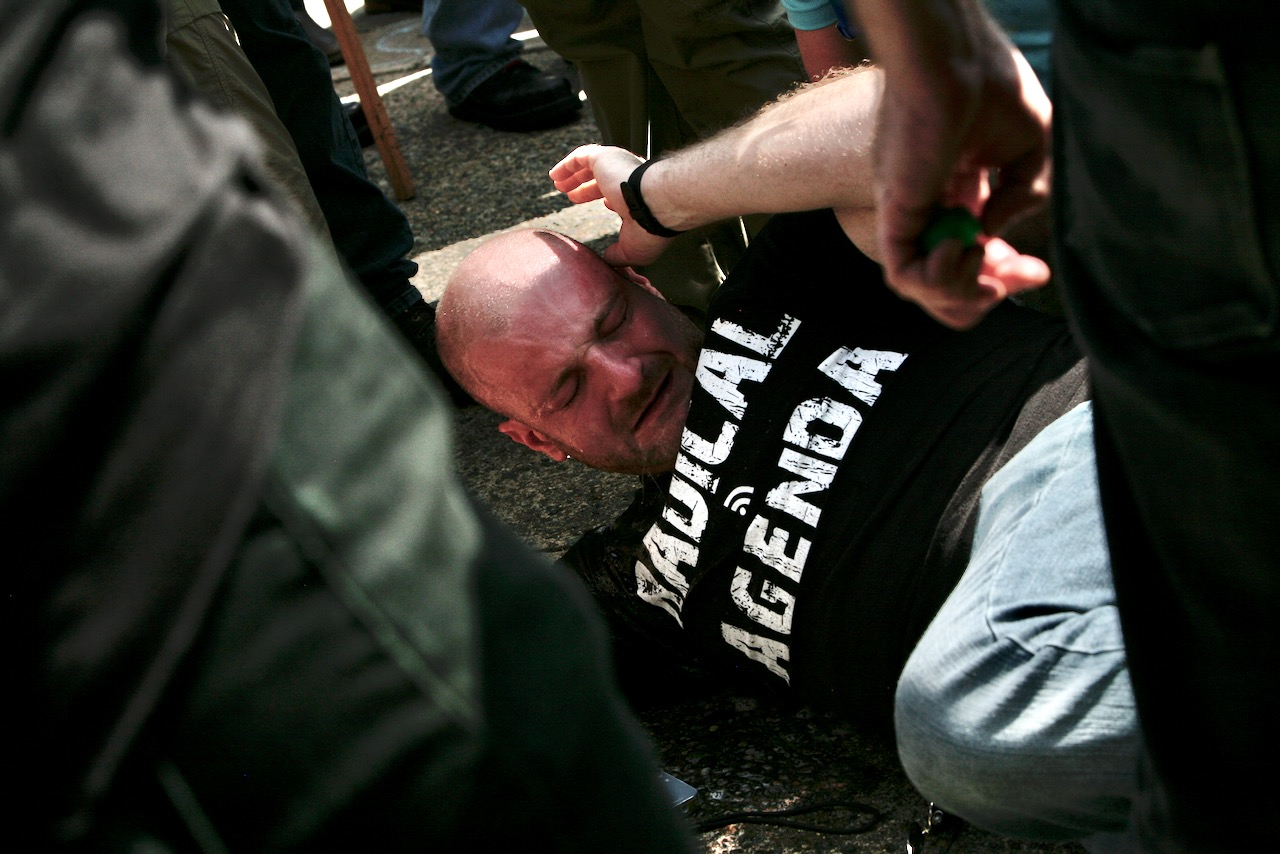
Кристофер Кантуэлл (известный также как «Плачущий нацист»), автор «Radical Agenda», на Марше «Объединённых правых», 2017

Главным основанием правого радикализма, как это ни покажется противоречивым, является стремление вернуть некоторый традиционный, архаичный строй того или иного общества. При этом не следует путать обычных консерваторов и правых радикалов, которые даже получили собственное наименование — архаисты. Если первые стремятся сохранить существующий строй, над которым нависла угроза изменений, реформации, то последний намерен полностью изменить существующую систему в её корне, чтобы вернуть ушедший в прошлое традиционный режим. Ещё одним отличием архаизма от консерватизма является то, что представители последнего всеми усилиями стремятся предотвратить дальнейшие изменения в обществе, в то время как архаисты наоборот выступают за реформацию или контрреформацию существующего общественно-политического и социального строя.

### Левый радикализм
Левые радикалы в своих воззрениях являются полной противоположностью правым. Если последние выступают за коренное изменение существующего строя с переходом к традиционному, часто с большой ролью религии в обществе (религиозный экстремизм), то первые являются приверженцами изменения и последующего установления принципиально нового строя, не существовавшего в истории. Именно по этой причине среди левых радикалов гораздо больше различных течений, ведь их представления об идеальном общественно-политическом строе не основаны на предыдущих опытах. Как и любой радикализм, левый делится на умеренный и экстремистский, последний некоторые учёные иногда называют лефтизмом. Черту различия чаще всего проводят, опираясь на предлагаемые теми или иными радикалами методы преобразований. Так, ряд исследователей относит к лефтизму анархизм и его различные течения как ещё более радикальную альтернативу, например, марксизму.